# Clastoptera cuba
Clastoptera cuba är en insektsart som beskrevs av Metcalf och Bruner 1925. Clastoptera cuba ingår i släktet Clastoptera och familjen Clastopteridae. Inga underarter finns listade i Catalogue of Life.